# 玛格达莱娜·皮耶卡尔斯卡-特瓦尔多赫尔
玛格达莱娜·皮耶卡尔斯卡-特瓦尔多赫尔（波蘭語：Magdalena Piekarska-Twardochel，1986年11月28日—），旧姓皮耶卡尔斯卡（Piekarska），生于华沙，是一名波兰女子击剑运动员，主攻重剑。她在12岁时开始练习击剑，当时一名教师称她适合练习击剑，便向她母亲建议让她练习击剑。2013年，她获得拉扎斯基大学法学专业的硕士学位。2018年1月，她被确诊患有霍奇金淋巴瘤，经过数个月的治疗，她在同年8月正式治愈，不久后她便开始回归训练。